# Выпиевский, Витольд
Витольд Выпиевский (пол. Witold Wypijewski, 25 ноября 1907, Ташкент — 25 ноября 1981, Варшава) — польский футболист, нападающий, тренер.

## Биография
Витольд Выпиевский родился 25 ноября 1907 года в Ташкенте (сейчас в Узбекистане).
В юношеские годы занимался футболом в «Зниче» из Прушкува (1922—1923) и варшавском АЗС (1924—1925).
Играл на позиции нападающего. В 1926—1937 годах выступал за варшавскую «Легию», в составе которой провёл в чемпионате Польши 201 матч, забил 47 мячей. В 1937—1939 годах играл в «Окенче» из Варшавы.
Во время Второй мировой войны в 1939 году оборонял Модлинскую крепость, в 1944 году участвовал в Варшавском восстании.
В 1945 году вновь выступал за «Окенче», после чего завершил игровую карьеру.
В 1928—1934 годах сыграл в 5 товарищеских матчах за сборную Польши. Его дебютом в национальной команде был поединок 27 октября 1928 года в гостях против Чехословакии (2:3). В 1931 году забил 2 мяча в ворота сборных Румынии и Бельгии.
Отличался техничной и результативной игрой. До войны был рекордсменом «Легии» по числу проведённых матчей.
По окончании игровой карьеры работал тренером. В 1946—1947 годах возглавлял «Унию-Прох» из Пёнков, в дальнейшем работал с молодёжной командой «Легии». В 1958—1959 годах тренировал «Знич».
Умер 25 ноября 1981 года в Варшаве.

## Статистика

### Матчи за сборную Польши по футболу
| № | Дата            | Соперник     | Счёт    | Мячи | Соревнование      |
| 1 | 27 октября 1928 | Чехословакия | 2:3 (г) | -    | Товарищеский матч |
| 2 | 23 августа 1931 | Румыния      | 2:3 (д) | 1    | Товарищеский матч |
| 3 | 11 октября 1931 | Бельгия      | 1:2 (г) | 1    | Товарищеский матч |
| 4 | 2 октября 1932  | Латвия       | 2:1 (д) | -    | Товарищеский матч |
| 5 | 14 октября 1934 | Латвия       | 6:2 (г) | -    | Товарищеский матч |